# 오사카 시영 지하철
오사카 시영 지하철(일본어: 大阪市営地下鉄 오사카시에이치카테쓰[*])은 오사카시 교통국이 운영하였던 도시 철도이다. 1933년 개통 당시에는 미도스지선의 우메다역부터 신사이바시역까지 운행하였으나, 점차 노선이 확장되어 폐지 시까지 일본의 오사카부 오사카시와 그 주변을 운행하였다. 2018년 4월 1일을 기해 오사카시 교통국의 민영화에 따라 오사카 메트로(일본어: 大阪メトロ 오오사카메토로[*])로 출범하였다.
가공 전차선을 사용하는 일본의 다른 도시철도와는 달리, 대부분의 노선들이 제3궤조를 사용하고 있었다. 현재는 오사카 메트로다.

## 같이 보기
- 지하철 목록